# Godardia crossleyi
Godardia crossleyi är en fjärilsart som beskrevs av Charles Oberthür 1893. Godardia crossleyi ingår i släktet Godardia och familjen praktfjärilar. Inga underarter finns listade i Catalogue of Life.